# Armed Forces Entertainment
Armed Forces Entertainment (AFE) ist eine offizielle Agentur des United States Department of Defense (DoD) mit der Aufgabe, dem überseeischen Militärpersonal der Vereinigten Staaten Unterhaltung zu bieten.